# Rohit Chand
Rohit Chand (रोहित चन्द; Surkhet, 1º marzo 1992) è un calciatore nepalese, centrocampista del Persik Kediri e della nazionale nepalese.

## Carriera

### Club
Ha giocato nella prima divisione indonesiana (che ha anche vinto nel 2018).

### Nazionale
Nel 2009 ha esordito nella nazionale nepalese.

## Statistiche

### Cronologia presenze e reti in nazionale
| Cronologia completa delle presenze e delle reti in nazionale ― Nepal | Cronologia completa delle presenze e delle reti in nazionale ― Nepal | Cronologia completa delle presenze e delle reti in nazionale ― Nepal | Cronologia completa delle presenze e delle reti in nazionale ― Nepal | Cronologia completa delle presenze e delle reti in nazionale ― Nepal | Cronologia completa delle presenze e delle reti in nazionale ― Nepal | Cronologia completa delle presenze e delle reti in nazionale ― Nepal | Cronologia completa delle presenze e delle reti in nazionale ― Nepal |
| Data                                                                 | Città                                                                | In casa                                                              | Risultato                                                            | Ospiti                                                               | Competizione                                                         | Reti                                                                 | Note                                                                 |
| -------------------------------------------------------------------- | -------------------------------------------------------------------- | -------------------------------------------------------------------- | -------------------------------------------------------------------- | -------------------------------------------------------------------- | -------------------------------------------------------------------- | -------------------------------------------------------------------- | -------------------------------------------------------------------- |
| 10-10-2019                                                           | Canberra                                                             | Australia                                                            | 5 – 0                                                                | Nepal                                                                | Qual. Mondiali 2022                                                  | -                                                                    |                                                                      |
| 19-11-2019                                                           | Thimphu                                                              | Nepal                                                                | 0 – 1                                                                | Kuwait                                                               | Qual. Mondiali 2022                                                  | -                                                                    |                                                                      |
| 4-10-2021                                                            | Malé                                                                 | Sri Lanka                                                            | 2 – 3                                                                | Nepal                                                                | SAFF Championship 2021 - 1º turno                                    | -                                                                    |                                                                      |
| Totale                                                               |                                                                      | Presenze                                                             | 3                                                                    |                                                                      | Reti                                                                 | 0                                                                    |                                                                      |

## Palmarès

### Club

#### Competizioni nazionali
- Campionato indonesiano: 1

Persija: 2018